# Еверзе
Еверзе (њем. Oeversee) општина је у њемачкој савезној држави Шлезвиг-Холштајн. Једно је од 134 општинска средишта округа Шлезвиг-Фленсбург. Према процјени из 2010. у општини је живјело 3.414 становника. Посједује регионалну шифру (AGS) 1059184.

## Географски и демографски подаци
Еверзе се налази у савезној држави Шлезвиг-Холштајн у округу Шлезвиг-Фленсбург. Општина се налази на надморској висини од 31 метра. Површина општине износи 36,3 km². У самом мјесту је, према процјени из 2010. године, живјело 3.414 становника. Просјечна густина становништва износи 94 становника/km².

## Међународна сарадња
| Мјесто | Држава | Врста сарадње | Од    |
| ------ | ------ | ------------- | ----- |
| Асенс  | Данска | пријатељство  | 1975. |
| Извор  |        |               |       |